# Singapur-Marathon
Der Singapur-Marathon (offizielle Bezeichnung Standard Chartered Singapore Marathon) ist ein Marathon, der seit 2002 im Dezember in Singapur stattfindet. Zum Programm gehören auch ein Halbmarathon, ein 10-km-Lauf sowie ein 5-km-Lauf.

## Geschichte
Das jetzige Rennen hat zwei Vorläuferveranstaltungen: den Singapore International Marathon, der seit 1980 in geraden und den Singapore Mobil Marathon, der seit 1989 in ungeraden Jahren stattfand. Nachdem die Veranstaltungen 2001 zum Singapore International ExxonMobil Marathon fusionierten, löste im Jahr darauf die Standard Chartered Bank ExxonMobil als Titelsponsor ab. Damit einher ging eine völlige Neukonzeption des Laufes; so gab es nun anstatt einer Teilsperrung der Strecke für den Verkehr die bei anderen City-Marathons übliche Vollsperrung. Einem rasanten Anstieg der Teilnehmerzahlen stand nun nichts mehr im Weg.

## Strecke
Start aller Läufe ist an der Esplanade. Die Marathonläufer laufen zunächst eine kurze Schleife südwärts nach Tanjong Pagar  und kehren dann über den Raffles Place  zum Startbereich zurück. Nördlich des Singapore River biegt der Kurs nach Osten ab und führt über die Raffles Avenue und den Nicoll Highway  zum East Coast Park, der auf einer Schleife in seiner Länge durchlaufen wird. Das letzte Viertel der Strecke führt durch Kallang,  dann am Kallang River  entlang zum Singapore Flyer. Nachdem man die Marina Bay Floating Platform  und den Startbereich passiert hat, gelangt man zum Ziel auf der St Andrew’s Road zwischen dem Padang  und dem Rathaus. 
Die Halbmarathon- und 10-km-Läufer biegen nach dem Start in Richtung Süden östlich ab und gelangen über die Benjamin Sheares Bridge auf das Nordufer des Singapore River, wo sie sich auf den letzten Teil der Marathonstrecke begeben, wobei die Halbmarathonläufer zuvor eine Wendepunktstrecke auf dem Nicoll Highway absolvieren.
Die Strecke ist zwar außerordentlich flach, die erzielten Zeiten werden jedoch trotz der Startzeit von 5:30 morgens Ortszeit durch das heiße und schwüle Klima beeinträchtigt.

## Statistik

### Streckenrekorde
- Männer: 2:11:25 h, Luke Kibet (KEN), 2009
- Frauen: 2:31:55 h, Salina Jebet Kosgei (KEN), 2006

### Siegerliste
Quelle für Ergebnisse vor 2002: ARRS
| Datum         | Männer                    | Nation                 | Zeit      | Frauen                        | Nation                 | Zeit      |
| ------------- | ------------------------- | ---------------------- | --------- | ----------------------------- | ---------------------- | --------- |
| 3. Dez. 2023  | David Barmasi Tumo        | Kenia                  | 2:14:20   | Rose Chemilo                  | Bahrain                | 2:37:19   |
| 4. Dez. 2022  | Ezekiel Kemboi Omullo     | Kenia                  | 2:20:20   | Esther Wanjiru Macharia       | Kenia                  | 2:45:09   |
| 30. Nov. 2019 | Joshua Kipkorir -2-       | Kenia                  | 2:19:12   | Priscah Jepleting Cherono -2- | Kenia                  | 2:28:53   |
| 9. Dez. 2018  | Joshua Kipkorir           | Kenia                  | 2:12:20   | Priscah Jepleting Cherono     | Kenia                  | 2:32:12   |
| 3. Dez. 2017  | Cosmas Koech Kimutai      | Kenia                  | 2:22:48   | Pamela Rotich                 | Kenia                  | 2:38:31   |
| 4. Dez. 2016  | Felix Kiptoo Kirwa        | Kenia                  | 2:17:17   | Rebecca Chesire Kangogo       | Kenia                  | 2:43:03   |
| 6. Dez. 2015  | Julius Kiplimo Maisei     | Kenia                  | 2:17:24   | Doris Chepkwemoi Changeywo    | Kenia                  | 2:44:26   |
| 7. Dez. 2014  | Kenneth Mburu Mungara -2- | Kenia                  | 2:16:42   | Mekasha Waganesh Amare        | Äthiopien              | 2:46:54   |
| 1. Dez. 2013  | Luka Kipkemboi Chelimo    | Kenia                  | 2:15:00.0 | Sharon Cherop Chemutai        | Kenia                  | 2:41:11.1 |
| 2. Dez. 2012  | Kennedy Liprop Lilian     | Kenia                  | 2:17:21   | Irene Jerotich Kosgei -3-     | Kenia                  | 2:37:54   |
| 4. Dez. 2011  | Charles Mwai Kanyao       | Kenia                  | 2:14:34   | Irene Jerotich Kosgei -2-     | Kenia                  | 2:36:43   |
| 5. Dez. 2010  | Kenneth Mburu Mungara     | Kenia                  | 2:14:06   | Irene Jerotich Kosgei         | Kenia                  | 2:35:22   |
| 6. Dez. 2009  | Luke Kibet -2-            | Kenia                  | 2:11:25   | Albina Majorowa               | Russland               | 2:32:49   |
| 7. Dez. 2008  | Luke Kibet                | Kenia                  | 2:13:03   | Edith Masai                   | Kenia                  | 2:34:18   |
| 2. Dez. 2007  | Elijah Mbogo              | Kenia                  | 2:14:23   | Alem Ashebir                  | Äthiopien              | 2:37:08   |
| 3. Dez. 2006  | Amos Tirop Matui -2-      | Kenia                  | 2:15:01   | Salina Jebet Kosgei           | Kenia                  | 2:31:55   |
| 4. Dez. 2005  | Amos Tirop Matui          | Kenia                  | 2:15:57   | Irina Timofejewa              | Russland               | 2:34:42   |
| 5. Dez. 2004  | Philip Tanui              | Kenia                  | 2:17:02   | Hellen Cherono Koskei         | Kenia                  | 2:39:37   |
| 7. Dez. 2003  | John Ekiru Kelai          | Kenia                  | 2:19:02   | Wang Yuxi                     | Volksrepublik China    | 2:43:57   |
| 8. Dez. 2002  | Joseph Muriithi Riri      | Kenia                  | 2:18:46   | Constantina Tomescu           | Rumänien               | 2:36:06   |
| 2. Dez. 2001  | Tadesse Hailemariam       | Äthiopien              | 2:23:02   | Workenesh Tola                | Äthiopien              | 2:53:29   |
| 3. Dez. 2000  | Nixon Nkodima             | Südafrika              | 2:27:07   | Ruwiyati -3-                  | Indonesien             | 2:53:11   |
| 5. Dez. 1999  | Ernest Wong               | Singapur               | 2:48:43   | Ruwiyati -2-                  | Indonesien             | 2:54:53   |
| 29. Nov. 1998 | Zacharia Mosala           | Südafrika              | 2:27:27   | Lu Jing                       | Volksrepublik China    | 2:59:58   |
| 7. Dez. 1997  | Tsutomu Sassa             | Japan                  | 2:28:08   | Ruwiyati                      | Indonesien             | 2:49:54   |
| 1. Dez. 1996  | Tor Erik Nyquist          | Norwegen               | 2:24:17   | Sylvia Rose                   | Australien             | 2:48:19   |
| 3. Dez. 1995  | Somkert Winthochai        | Thailand               | 2:35:39   | Yoki Chow                     | Singapur               | 3:20:19   |
| 4. Dez. 1994  | Robert Nolan              | Australien             | 2:22:40   | Mieke Hombergen               | Niederlande            | 2:50:38   |
| 5. Dez. 1993  | Tan-Choon Ghee            | Singapur               | 2:42:22   | Irene Chua                    | Singapur               | 3:23:18   |
| 6. Dez. 1992  | Gareth Spring             | Vereinigtes Königreich | 2:22:22   | Yvonne Danson -2-             | Vereinigtes Königreich | 2:43:34   |
| 15. Dez. 1991 | Tikaram Gurung            | Nepal                  | 2:42:02   | Yvonne Danson                 | Vereinigtes Königreich | 2:47:27   |
| 9. Dez. 1990  | Kuruppu Karunaratne       | Sri Lanka              | 2:21:10   | Li Yemei -2-                  | Volksrepublik China    | 2:47:47   |
| 3. Dez. 1989  | Ricky Khoo                | Singapur               | 2:39:09   | Toh-so Liang                  | Singapur               | 2:53:09   |
| 11. Dez. 1988 | Hans Pfisterer            | Deutschland            | 2:22:49   | Li Yemei                      | Volksrepublik China    | 2:46:04   |
| 7. Dez. 1986  | Alain Lazare              | Frankreich             | 2:19:04   | Kersti Jakobsen -2-           | Dänemark               | 2:39:03   |
| 8. Dez. 1984  | Tommy Persson             | Schweden               | 2:18:30   | Kersti Jakobsen               | Dänemark               | 2:41:34   |
| 5. Dez. 1982  | Ray Crabb                 | Vereinigtes Königreich | 2:24:19   | Winnie Ng                     | Hongkong               | 2:55:11   |